# Oberthürita
L'oberthürita és un mineral de la classe dels sulfurs, que pertany al grup de la pentlandita. Rep el nom en honor de Thomas Oberthür, geòleg del servei geològic alemany).

## Característiques
L'oberthürita és un sulfur de fórmula química Rh₃Ni32S32. Va ser aprovada com a espècie vàlida per l'Associació Mineralògica Internacional el 2017, sent publicada l'any 2021. Cristal·litza en el sistema isomètric.
L'exemplar que va servir per a determinar l'espècie, el que es coneix com a material tipus, es troba conservat a les col·leccions mineralògiques del museu canadenc de la natura, a la localitat canadenca de Gatineau (Quebec), amb el número de catàleg: 87251.

## Formació i jaciments
Va ser descoberta al dipòsit de Marathon, dins el complex de Coldwell, al districte de Thunder Bay, a Ontario, Canadà. També ha estat descrita al placer del riu Ko, al krai de Krasnoiarsk (Rússia). Aquests dos indrets són els únics de tot el planeta on ha estat descrita aquesta espècie mineral.